# Zöllner (Beruf)

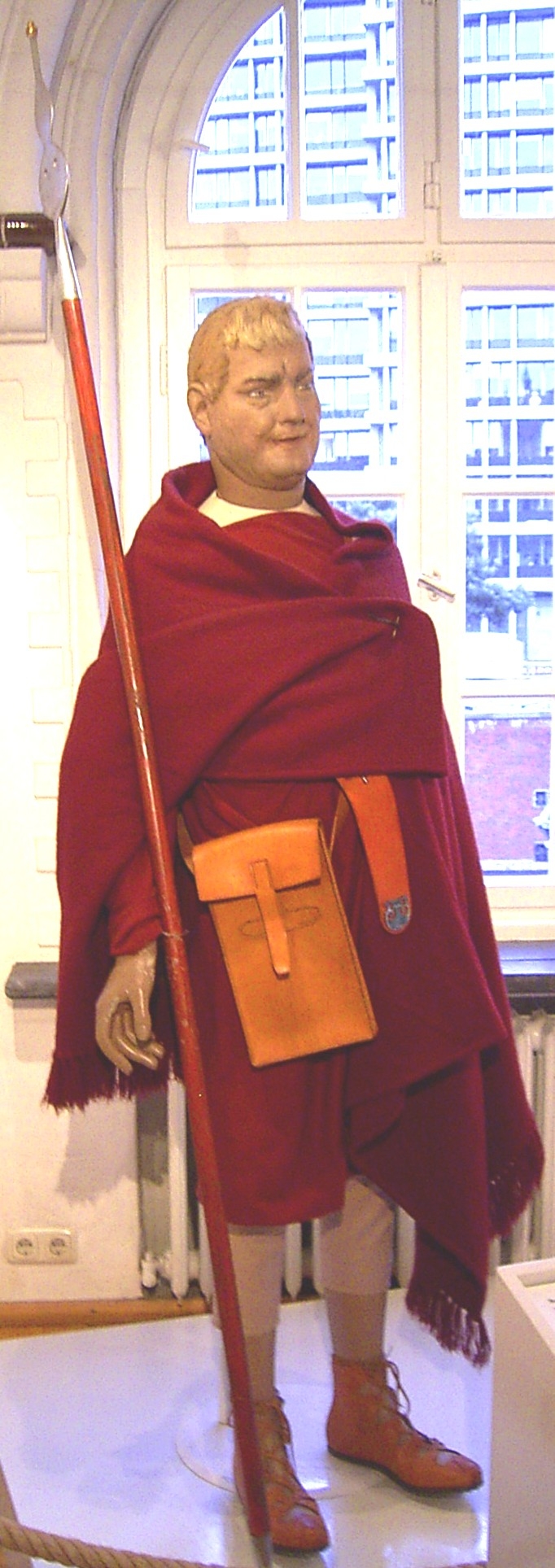
Uniform einer römischen Zollwache (Beneficarius) – Rekonstruktion im Deutschen Zollmuseum

Der Beruf des Zöllners (regional auch Mautner genannt) zählt zu den ältesten bekannten Berufen und ist schon aus der Bibel bekannt.

## Geschichte
Überall da, wo es ein geordnetes Gemeinwesen gibt, treten auch Zöllner in Erscheinung. Meist waren Zöllner bei den Bürgern unbeliebt, da sie auf Anordnung der jeweiligen Staatsmacht die Steuern oder andere Pflichtabgaben eintrieben.

### Spätantike
Im römischen Reich wurden die Steuern und Zölle (Grenzzoll, Marktzoll) in den Provinzen nicht vom Staat direkt eingezogen. Stattdessen verpachtete dieser die Gebiete an einzelne Zollpächter (lat. publicani), die sie durch Unterbeamte (die Zöllner – griech. τελώνης) eintreiben ließen, welche man aus der einheimischen Bevölkerung nahm. Die Pächter mussten eine festgelegte Summe an den Staat abliefern, so dass dieser Risiken, z. B. von Missernten, auf sie abwälzen konnte. Es lag somit nahe, dass die Pächter und Zöllner mehr verlangten als nötig oder gar erlaubt war, um Überschüsse aus den Einnahmen zu erzielen. So wurden sie gehasst und verachtet und man versagte ihnen die bürgerlichen Ehrenrechte; z. B. wurden sie vor Gericht nicht als Zeugen zugelassen.
Johannes der Täufer gab den Zöllnern den Rat: „Fordert nicht mehr, als euch vorgeschrieben ist!“ (Lk 3,12.13 ).
Die Verpflichtung, der römischen Obrigkeit Steuern zu zahlen, war für die Juden ein immerwährendes Ärgernis. Solche, die mit dem Eintreiben der Steuern betraut waren, wurden jeder Anerkennung für unwürdig erachtet. Daher werden im Neuen Testament die „Zöllner und Sünder“ oft in einer Einheit erwähnt.
Im Sassanidenreich kümmerten sich die Amargars um die Steuer.

### Mittelalter
Mit dem Untergang des weströmischen Reiches ging das Zollrecht auf die fränkischen und später auf die deutschen Könige über. Die mittelalterlichen Zölle waren Binnenzölle, die beim Passieren bestimmter Zollstätten an Land- oder Wasserwegen oder auf öffentlichen Märkten erhoben wurden. Es oblagen auch anderen Berufsgruppen wie dem Müller, Bäcker oder den Handwerksberufen das Recht und die Pflicht, als Eintreiber von Obrigkeitsabgaben in Erscheinung zu treten.

### Moderne
Seit den 1930er Jahren bis 2001 erfolgte in Deutschland die Ausbildung an sogenannten Zollschulen. Im Jahr 1935 begann man auf Initiative des Finanzstaatssekretärs Fritz Reinhardt mit der Errichtung von Zollschulen, an denen auch die Grenzbeamten ausgebildet wurden. Bis dahin wurden die Zöllner in den Dienststellen ausgebildet, was nun zentralisiert und einheitlich geschehen sollte. Das Ausbildungswesen und die Ernennung von Lehrern steuerte Reinhardt, der teils selbst Unterricht an den Schulen gab. Die Schulen unterstanden verwaltungsmäßig den jeweiligen Oberfinanzpräsidenten, in allen anderen Fragen war der Staatssekretär zuständig.

## Gegenwart
Heute sind Zöllner festangestellte Beschäftigte der Zollbehörde des jeweiligen Landes. Sie sind häufig auch beamtet wie etwa die deutschen Zollbeamten der Bundeszollverwaltung. Sie sind mit einer Vielzahl von originären und auch übertragenen Aufgaben beschäftigt, in erster Linie Zollkontrollen, der Abgabenerhebung Steuer und Zölle, Beobachtung und/oder Schutz der Landesgrenzen (Grenzaufsicht und Grenzschutz), Verhinderung und Verfolgung von Schmuggel, z. B. von Zigaretten, Unterhaltungselektronik und Rauschgift. Um Rauschgift zu entdecken, wird oft eine speziell ausgebildete Hundestaffel eingesetzt. Die Ausbildung der Zöllner erfolgt in Deutschland heute über das Bildungs- und Wissenschaftszentrum der Bundesfinanzverwaltung.